# Alan Smith (voetballer, 1962)
Alan Martin Smith (Hollywood, 21 november 1962) is een Engels voetbalanalist en commentator en voormalig profvoetballer. Hij speelde gedurende zijn actieve carrière als spits, voor twee clubs: Leicester City en Arsenal. 
Met Arsenal veroverde hij twee keer de Engelse landstitel en won de UEFA Beker voor Bekerwinnaars. Hij speelde dertien keer voor het Engels voetbalelftal, waarin hij twee keer scoorde. 

## Clubcarrière
Alan Smith begon zijn loopbaan als profvoetballer bij Leicester City en speelde daar in zijn beginjaren nog even samen met Gary Lineker. Na vijf seizoenen en 76 competitiedoelpunten verkaste Smith naar Arsenal, in maart 1987. Arsenal betaalde £ 750.000 aan Leicester. Smith scoorde zijn eerste doelpunt voor Arsenal tegen Portsmouth en kreeg ook meteen een hattrick achter zijn naam in een 6-0 overwinning op Highbury. Hij veroverde tweemaal de Engelse landstitel, in 1989 en 1991 onder manager George Graham.
Bij het behalen van de eerste landstitel sinds 1971 vertolkte Alan Smith een heldenrol. Arsenal was verplicht om twee keer meer te scoren dan Liverpool in een rechtstreeks duel op 26 mei 1989, zo niet mocht het een kruis maken over de landstitel. Smith scoorde het eerste doelpunt en Michael Thomas maakte de 0-2 in de slotseconden.
Smith pakte een dubbel met Arsenal in 1993 door zowel de League Cup als de FA Cup te winnen. In beide finales was Arsenal te sterk voor Sheffield Wednesday.
In 1989 en 1991, de seizoenen waarin Arsenal kampioen werd van de voormalige Football League First Division, mocht Smith zich topscorer van de competitie noemen.
Alan Smith scoorde na twintig minuten het enige doelpunt van de finale van de Beker voor Bekerwinnaars van 1994 tegen het Italiaanse Parma. Hij maakte 86 competitiedoelpunten in het shirt van Arsenal. In totaal scoorde hij 115 keer voor Arsenal in alle competities. Hij stopte met voetballen op 32-jarige leeftijd en kreeg slechts één gele kaart gedurende zijn loopbaan. Smith staat op de 27ste plaats in de lijst met de vijftig beste voetballers in de geschiedenis van Arsenal.

## Erelijst
| Competitie                   |         |                  |
| Competitie                   | Aantal  | Jaren            |
| Arsenal                      | Arsenal | Arsenal          |
| ---------------------------- | ------- | ---------------- |
| Engels landkampioenschap     | 2×      | 1988/89, 1990/91 |
| FA Cup                       | 1×      | 1992/93          |
| League Cup                   | 2×      | 1986/87, 1992/93 |
| UEFA Beker der Bekerwinnaars | 1×      | 1993/94          |

## Interlandcarrière
Alan Smith speelde dertien interlands voor het Engels voetbalelftal en debuteerde tegen Saoedi-Arabië op 16 november 1988, onder leiding van Sir Bobby Robson. Smith maakte twee doelpunten voor de nationale ploeg. Smith scoorde tegen de Sovjet-Unie op 21 mei 1991 en in de kwalificatieronde van Euro 1992 tegen Turkije op 16 oktober 1991. In die laatste wedstrijd was dit ook het enige doelpunt.
Smith maakte deel uit van de selectie op Euro 1992, waar hij twee groepswedstrijden afwerkte tegen latere winnaar Denemarken en gastland Zweden. Engeland was uitgeschakeld, als derde van hun groep. Ook Frankrijk, dat laatste werd, moest al vroeg naar huis. Het Europees kampioenschap voetbal van 1992, met name de overwinning van Denemarken, wordt beschouwd als een van de grootste sprookjes in de voetbalgeschiedenis.
| Interlands van Alan Smith voor Engeland | Interlands van Alan Smith voor Engeland | Interlands van Alan Smith voor Engeland | Interlands van Alan Smith voor Engeland | Interlands van Alan Smith voor Engeland | Interlands van Alan Smith voor Engeland |
| №                                       | Datum                                   | Wedstrijd                               | Uitslag                                 | Competitie                              | Goals                                   |
| --------------------------------------- | --------------------------------------- | --------------------------------------- | --------------------------------------- | --------------------------------------- | --------------------------------------- |
| 1                                       | 16.11.1988                              | Saoedi-Arabië - Engeland                | 1 – 1                                   | Vriendschappelijk                       | /                                       |
| 2                                       | 08.02.1989                              | Griekenland - Engeland                  | 1 – 2                                   | Vriendschappelijk                       | /                                       |
| 3                                       | 01.06.1989                              | Albanië - Engeland                      | 0 – 2                                   | Kwalificatie WK 1990                    | /                                       |
| 4                                       | 03.06.1989                              | Engeland - Polen                        | 3 – 0                                   | Kwalificatie WK 1990                    | /                                       |
| 5                                       | 01.05.1991                              | Turkije - Engeland                      | 0 – 1                                   | Kwalificatie Euro 1992                  | /                                       |
| 6                                       | 21.05.1991                              | Engeland - Sovjet-Unie                  | 3 – 1                                   | Vriendschappelijk                       | 17'                                     |
| 7                                       | 25.05.1991                              | Argentinië - Engeland                   | 2 – 2                                   | Vriendschappelijk                       | /                                       |
| 8                                       | 11.09.1991                              | Engeland - Duitsland                    | 0 – 1                                   | Vriendschappelijk                       | /                                       |
| 9                                       | 16.10.1991                              | Engeland - Turkije                      | 1 – 0                                   | Kwalificatie Euro 1992                  | 21'                                     |
| 10                                      | 13.11.1991                              | Polen - Engeland                        | 1 – 1                                   | Kwalificatie Euro 1992                  | /                                       |
| 11                                      | 12.05.1992                              | Hongarije - Engeland                    | 0 – 1                                   | Vriendschappelijk                       | /                                       |
| 12                                      | 11.06.1992                              | Denemarken - Engeland                   | 0 – 0                                   | Euro 1992                               | /                                       |
| 13                                      | 17.06.1992                              | Zweden - Engeland                       | 2 – 1                                   | Euro 1992                               | /                                       |

## Mediacarrière
Alan Smith werkt al enige tijd als voetbalanalist voor Sky Sports en is sinds september 2011 de vaste co-commentator bij wedstrijden van de FIFA-computerspelserie van ontwikkelaar EA Sports. Het allereerste spel waarin de stem van Smith te horen was, was FIFA 12. Smith werd de vervanger van oud-voetballer Andy Gray als co-commentator naast Martin Tyler. Hij was nog steeds commentator voor FIFA 20. Vanaf de editie FIFA 21 is de voormalig aanvaller niet langer te horen en Tyler evenmin.